# Chromidotilapia
Genre
Chromidotilapia est un genre de poisson de la famille des Cichlidae d'Afrique de l'Ouest et centrale. Le genre Chromidotilapia est caractérisé notamment par la présence d'un renflement papilleux bien développé de chaque côté du pharinx entre les branchies, les écailles cycloïdes, l'absence de microbranchiospine, aucun dimorphisme sexuel dans la forme de la nageoire caudale.

## Liste des espèces

### SelonFishBase[1]
- Chromidotilapia cavalliensis (Thys van den Audenaerde & Loiselle, 1971)
- Chromidotilapia elongata Lamboj, 1999
- Chromidotilapia guntheri
- Chromidotilapia kingsleyae Boulenger, 1898
- Chromidotilapia linkei Staeck, 1980
- Chromidotilapia mamonekenei Lamboj, 1999
- Chromidotilapia melaniae Lamboj, 2003
- Chromidotilapia mrac Lamboj, 2002
- Chromidotilapia nana Lamboj, 2003
- Chromidotilapia regani (Pellegrin, 1906)
- Chromidotilapia schoutedeni (Poll & Thys van den Audenaerde, 1967)

### SelonITIS[2]
- Chromidotilapia elongata Lamboj, 1999
- Chromidotilapia guntheri (Sauvage, 1882)
- Chromidotilapia kingsleyae Boulenger, 1898
- Chromidotilapia linkei Staeck, 1980
- Chromidotilapia mamonekenei Lamboj, 1999
- Chromidotilapia melaniae Lamboj, 2003
- Chromidotilapia mrac Lamboj, 2002
- Chromidotilapia nana Lamboj, 2003
- Chromidotilapia schoutedeni (Poll & Thys van den Audenaerde, 1967)